# Горњи Селковац
Горњи Селковац је насељено мјесто на подручју града Глине, Банија, Сисачко-мославачка жупанија, Република Хрватска.

## Становништво
| Националност       | 1991.       |
| Хрвати             | 75 (96,15%) |
| Срби               | 1 (1,28%)   |
| Југословени        |             |
| остали и непознато | 2 (2,56%)   |
| Укупно             | 78          |

| Демографија | Демографија | Демографија |
| Година      | Становника  | Становника  |
| ----------- | ----------- | ----------- |
| 1961.       | 313         |             |
| 1971.       | 272         |             |
| 1981.       | 144         |             |
| 1991.       | 78          |             |
| 2001.       | 41          |             |